# 古森泰
古森 泰（こもり たい、1864年8月27日（元治元年7月26日） - 1937年（昭和12年）5月6日）は、日本の衆議院議員（立憲政友会）、医師。

## 経歴
対馬国下県郡厳原（現在の長崎県対馬市）出身。長崎甲種医学校を卒業。厳原町で協立厳原病院を開業し、医療に従事した。日清戦争時には対馬警備隊医務嘱託を務めた。
1908年（明治41年）、第10回衆議院議員総選挙に出馬し、当選を果たした。